# Techinsight
「Techinsight」（テックインサイト）は、テックインサイト株式会社の運営によるニュースサイト。2024年12月末をもって休刊。
2007年より運営を開始したニュースサイト。かつては株式会社メディアプロダクツジャパンの運営だった。主なコンテンツは、ハリウッドのゴシップを扱う「イタすぎるセレブ達」、国内エンタメを扱う「エンタがビタミン」、“海外びっくりニュース”を扱う「アジア発！BreakingNews」「アフリカ発！BreakingNews」「米国発！BreakingNews」「EU発！BreakingNews」。2013年8月にサイトデザインのリニューアルを実施している。
各種大手ポータルサイトへのコンテンツ提供を行っていた。主な配信先は、「Gunosy」、「SmartNews」、「GREEニュース」、「mixiニュース」、「mobage」、「ライブドアニュース」、「エキサイトニュース」、「Googleニュース」、「BIGLOBEニュース」、「ネタりか」など。
アレクサ・インターネットの計測に基づく統計情報によれば、2017年12月時点では、世界55849位、日本国内6016位のトラフィック（アクセス規模）を有していた。
2025年3月末でサイトが閉鎖されるとの発表がなされた。